# Јужни регион (Малави)
Јужни регион (енг. Southern Region) је један од три региона у Малавију. Има популацију од 5.876.784 становника (2008) и површину од 31.753 километара квадратних. Главни град региона је Блантајер. Јужни регион се граничи са Мозамбиком на југозападу, југу и истоку и са Централним регионом Малавија на северозападу.

## Дистрикти
Од 28 дистрикта Малавија, 13 припадају Јужном региону.
- Балака
- Блантајер
- Чиквава
- Чирадзулу
- Мачинга
- Мангочи
- Муланџе
- Мванза
- Нено
- Нсанџе
- Фаломбе
- Тиоло
- Зомба